# 이탈기
이탈기(離脫基, 영어: leaving group)는 화학에서 화합물이 불균형 분해될 때 전자쌍을 갖고 나오는 화합물 조각이다. 이탈기는 음이온이나 중성 분자인데 추가적으로 갖고 나오는 전자쌍을 안정화시키는 능력이 원래 분자로부터 떨어져나가는 데 중요하다. 보통 산소를 통해 연결된 분자(-OR 등)는 좋은 이탈기, 즉 잘 떨어져나가는 이탈기이다. 잘 떨어져나가지 않는 이탈기는 나쁜 이탈기라고 부른다.

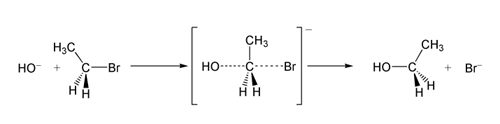
Br^{-}가 이탈기이다

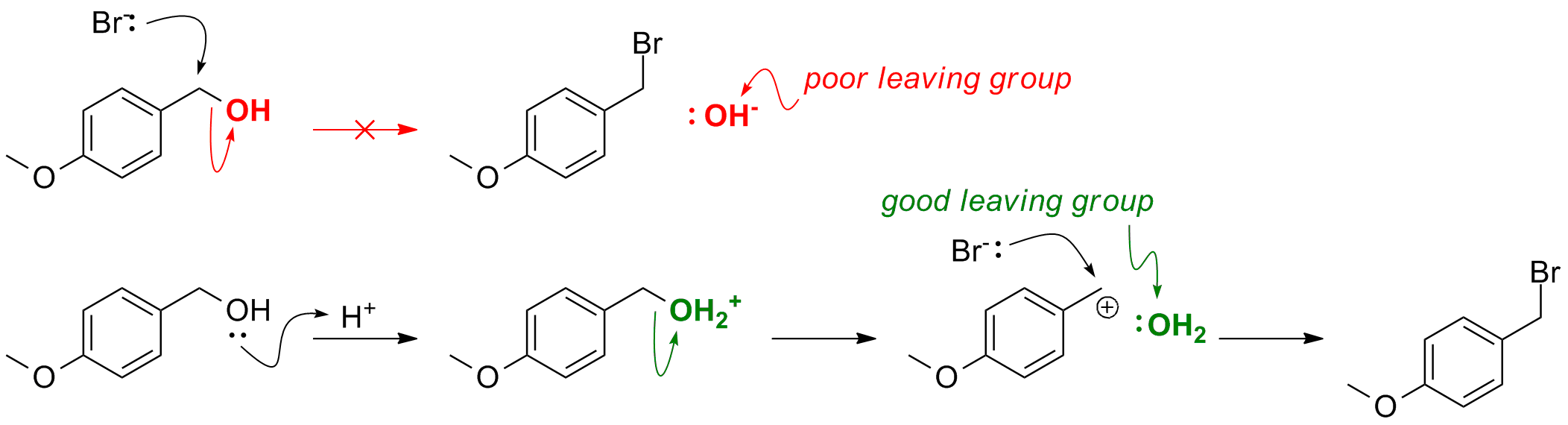
나쁜 이탈기와 좋은 이탈기

## 같이 보기
- 친전자체
- 제거 반응
- 친핵체
- 치환 반응